# Graveson-Gletscher
Der Graveson-Gletscher ist ein breiter Seitengletscher des Lillie-Gletschers im ostantarktischen Viktorialand. In den Bowers Mountains fließt er zwischen der Posey Range und dem südlichen Teil der Explorers Range ab. Er wird durch zahlreiche kleinere Seitengletscher gespeist und erreicht den Lillie-Gletscher über den Flensing-Eisfall. 
Die Nordgruppe einer von 1963 bis 1964 durchgeführten Kampagne im Rahmen der New Zealand Geological Survey Antarctic Expedition benannte ihn nach dem Bergbauingenieur James Francis (Frank) Graveson, einem Teilnehmer der Expedition, der im Jahr 1963 auf der Scott Base überwinterte.